# Nyírjes (település)
Nyírjes (szlovákul: Brezov) község Szlovákiában, az Eperjesi kerület Bártfai járásában.

## Fekvése
Girálttól 4 km-re északnyugatra, a Tapoly bal partján fekszik.

## Története
A település valószínűleg a 13. században keletkezett. Eredeti neve Nyíresmező volt, de később Nyíresként („Nyres”) is említik. 1299-től a margonyai uradalomhoz tartozott. 1335-ben említik először, amikor a birtok a szepesi káptalan uradalmának része lett. 1427-ben 27 portát számoltak össze a faluban. A 14.–16. században a Szécsy, Berzeviczy, Tarczay, Bertóti, később a Dessewffy, Tahy és Újfalussy család birtoka. 1600-ban 18 ház állt a faluban.
A 18. század végén Vályi András így ír róla: „NYERJES. Brezov. Tót falu Sáros Várm. földes Urai több Urak, lakosai katolikusok, papíros malma is van, réttye, legelője jó, fája van épűletre is, piatzozása Bártfán.”
Fényes Elek 1851-ben kiadott geográfiai szótárában így ír a településről: „Nyirjes, tót falu, Sáros vgyében, a Tapoly mellett, Hanusfalvához északra 2 mfd., 289 kath., 30 evang., 9 zsidó lak. Kath. paroch. templom. Nemesudvarok. Első osztálybeli határ. Hires körte. F. u. a Tahy nemzetség. u a Tahy nemzetség. Ut. p. Eperjes.”
A trianoni diktátum előtt Sáros vármegye Girálti járásához tartozott.

## Népessége
| Év:            | 1994. | 2004.   | 2014.    | 2024.    |
| -------------- | ----- | ------- | -------- | -------- |
| Emberek száma: | 398   | 432     | 386      | 333      |
| Eltérés:       |       | +8,54 % | -10,64 % | -13,73 % |

| Év:            | 2023. | 2024.   |
| -------------- | ----- | ------- |
| Emberek száma: | 337   | 333     |
| Eltérés:       |       | -1,18 % |

1910-ben 300-an, többségében szlovákok lakták, jelentős magyar kisebbséggel.
2001-ben 424 lakosából 418 szlovák volt.
2011-ben 402 lakosából 399 szlovák.

## Nevezetességei
A falunak gótikus eredetű temploma és 16. századi kápolnája van.

## Külső hivatkozások
- Községinfó
- Nyírjes Szlovákia térképén
- Rövid képes ismertető (szlovákul)
- E-obce.sk Archiválva 2011. november 21-i dátummal a Wayback Machine-ben